# Královna ze Sáby (Gounod)
Královna ze Sáby (v originále La reine de Saba) je grand opera o pěti (čtyřech) dějstvích francouzského skladatele Charlese Gounoda z roku 1862. Autoři libreta Jules Barbier a Michel Carré se inspirovali příběhem Les nuits de Ramazan (podle staré arabské legendy) z rozsáhlého díla Gérarda de Nervala Le voyage en Orient (1851). Opera měla premiéru v Opéra national de Paris (Salle Le Peletier) 28. února 1862.

## Vznik a historie díla

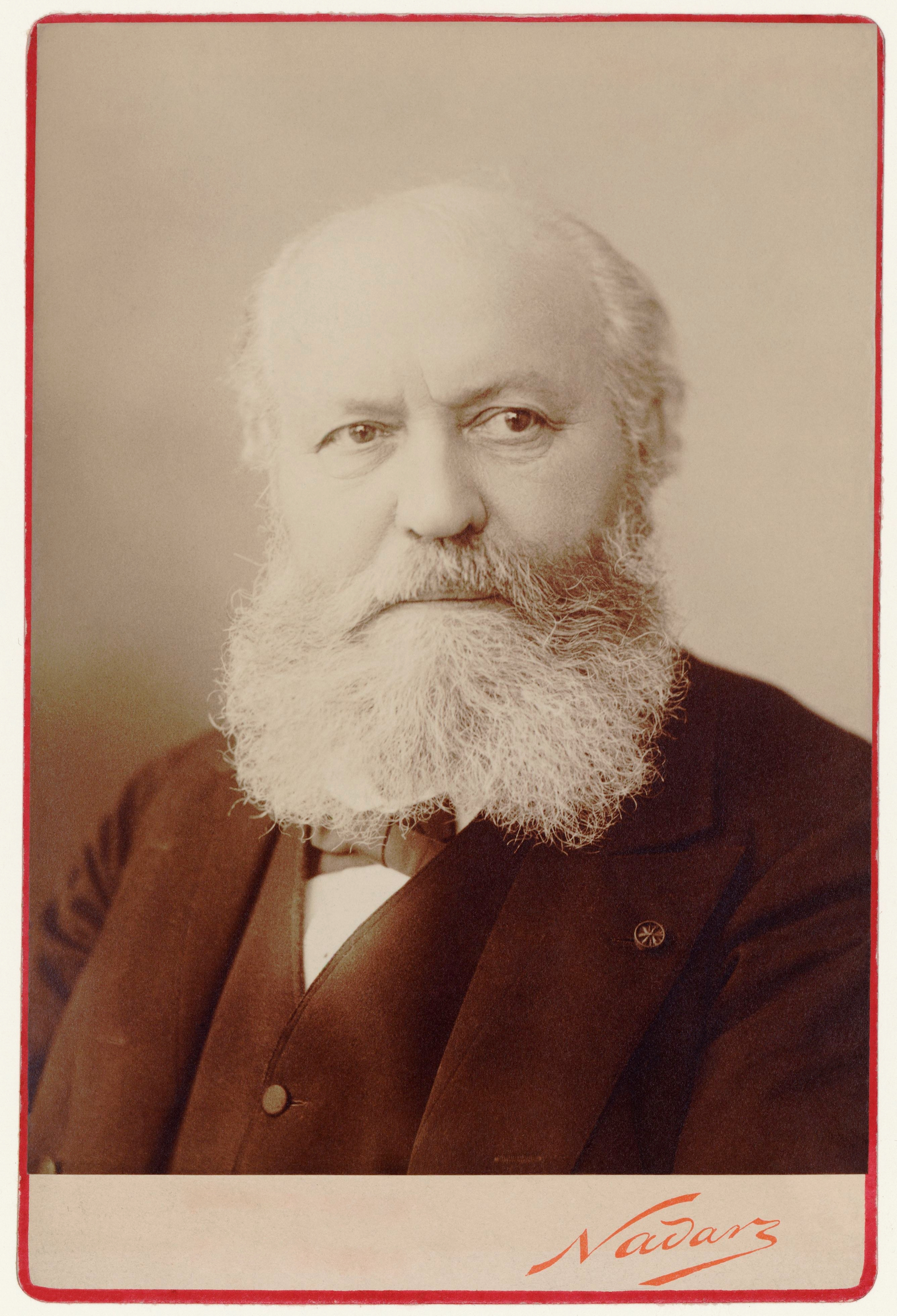
Charles Gounod

Charles Gounod vytvořil tuto operu v letech 1861 – 1862. Skladatele předtím proslavila ve světě jeho opera Faust z roku 1859, která po svém uvedení ve Francii sice nezaznamenala větší úspěch, ale později si získala uznání na světových operních scénách.
Opera Královna ze Sáby se po své premiéře v Paříži v roce 1862 dočkala jen 15 repríz a ani po dalších uvedeních v Bruselu (1862), Darmstadtu (německy, 1863) a Londýně (jako Irene, 1865) se nesetkala s příznivějším ohlasem k lítosti autora, který ji osobně považoval za svoji nejlepší operu. Chladné přijetí posluchači i kritiky neprolomilo ani zkrácení původně pětiaktové verze na čtyřaktovou.
Příčinou neúspěchu však nebyla hudba k opeře, ale nezvyklé libreto, ve kterém vystupují dělníci a přímo na scéně se zobrazuje pracovní postup při odlévání obrovské bronzové plastiky. Také milostný trojúhelník dvou příslušníků královského rodu a stavitele, který je sice obdařen tajemnou mocí, ale v civilním životě je poddaným krále, se vymykal běžným zvyklostem.
Častěji uváděnou se stala opera Královna ze Sáby (Die Königin von Saba) maďarského skladatele Karla Goldmarka z roku 1875. Gounodovy árie z opery jsou tak zařazovány především do koncertních programů a ve svém repertoáru je mají přední světoví sólisté.

## Hlavní postavy
- Balkis, královna ze Sáby – soprán
- Adoniram, architekt – tenor
- Šalomoun, král – baryton
- Benoni, žák Adonirama – mezosoprán
- Sarahil, služebná královny – mezosoprán
- Amrou, dělník – tenor
- Phanor, dělník – baryton
- Méthousaël, dělník – bas
- Sadoc, velekněz – bas

## Obsah
Místo a doba: Jeruzalém, 950 př. n. l.

### 1. dějství
Pracovna Adonirama; prostranství před chrámem

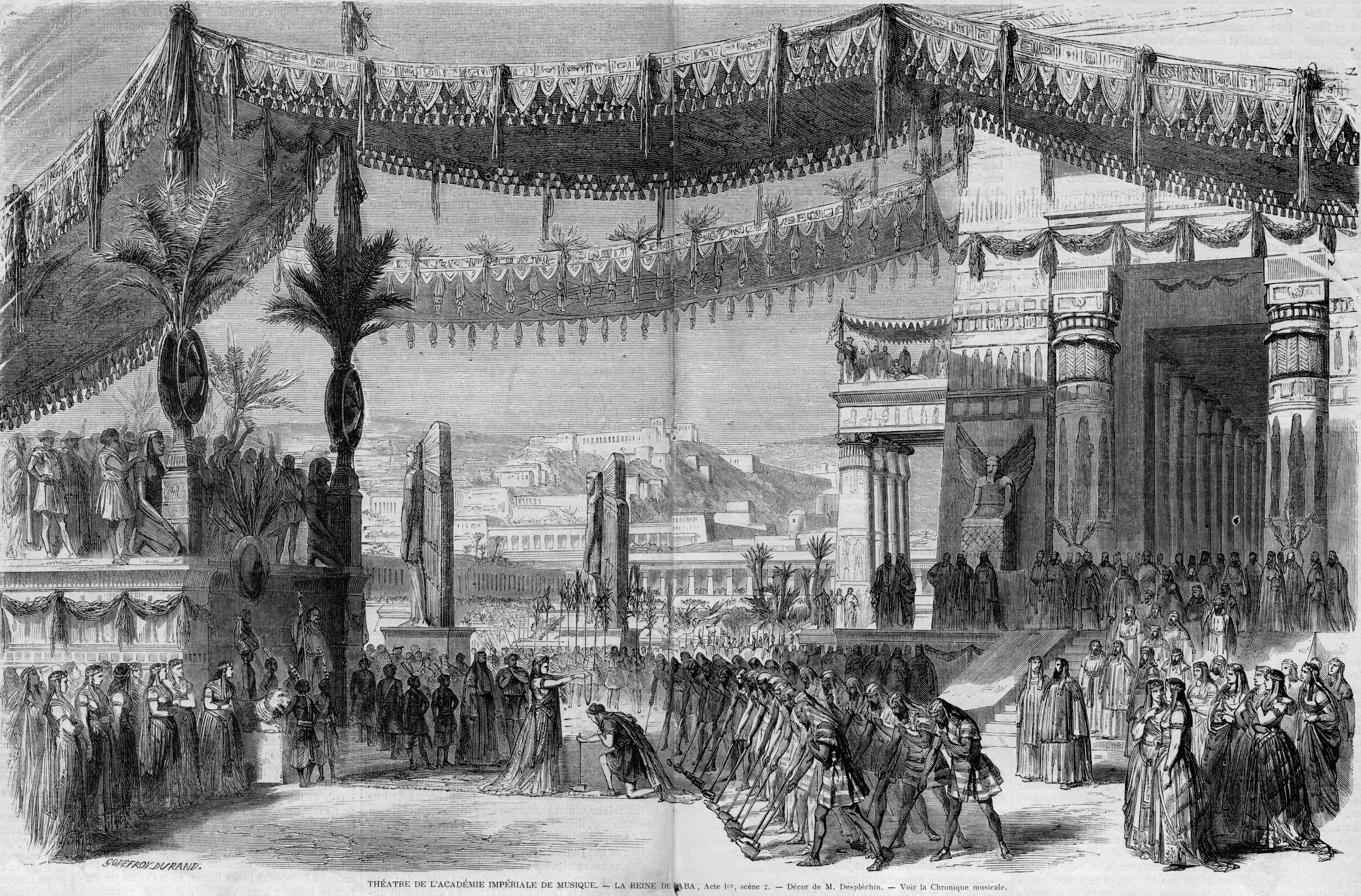
Výprava k 1. dějství (2. obraz) od Édouarda Desplechina (L'Illustration, březen 1862)

Adoniram, architekt a hlavní stavitel Šalomounova chrámu, touží vytvořit monumentální bronzovou plastiku, jako ozdobu pro dokončovaný chrám. Uvědomuje si své omezené možnosti obyčejného smrtelníka a proto žádá boha Tubal-Kaina, patrona slévačů, aby mu pomohl v jeho zamýšleném díle (árie: Inspirez moi race divine). Z myšlenek ho vyruší příchod jeho žáka Benoniho, který mu oznamuje, že Balkis, královna ze Sáby, dorazí brzy do Jeruzaléma navštívit krále Šalomouna a opěvuje její krásu (árie:  Comme la naissante aurore).
Potom ho navštíví tři jeho dělníci Amrou, Phanor a Méthousaël a požadují, aby jim zvýšil plat a prozradil tajné heslo, které znají jen mistři. Adoniram odmítne jejich žádost a po krátké chvíli přichází velekněz Sadoc, aby doprovodil Adonirama před shromážděný dav, který očekává krále Šalomouna a jeho hosta. Tři dělníci přísahají Adoniramovi pomstu (árie: Il nous repousse ).
Instrumentální pochod oznamuje příchod Šalomouna a Balkis a shromážděný dav, mezi nímž je velký počet Adoniramových pracovníků, vítá královský pár s radostným jásotem. Když se hluk utiší, Šalomoun vyjadřuje svou lásku k Balkis a žádá ji o prsten, který mu slíbila jako symbol jejich zasnoubení. Balkis mu ho jen neochotně předává.
Obdivuje stavbu chrámu a přeje si poznat architekta. Když se Adoniram objeví, Balkis chválí jeho práci. Její hlas probudí v Adoniramovi ozvěnu předků jeho rodu. Chce upoutat královninu pozornost a tak tajným signálem ruky dává povel davu a ten se po jeho gestu přeskupí a členové různých cechů utvoří skupiny, které se ukázněně shromáždí v blízkosti Šalomouna a Balkis. Šalomoun je zděšen vlivem, který má Adoniram na takové množství svých podřízených, zato na Balkis to udělá takový dojem, že sejme svůj náhrdelník a připne ho Adoniramovi kolem krku.

### 2. dějství
Náhorní plošina Sijónu (za scénou je vidět vysokou pec)
Dělníci oznamují Adoniramovi, že je vše připraveno k odlévání bronzové plastiky. On se však v myšlenkách stále vrací k setkání s Balkis. Pak si ale uvědomí, že se všichni musí soustředit na rozhodující okamžik odlití bronzu do formy. Král s královnou dorazí k účasti na odlévání. Když je roztavená kovová směs vypuštěna z pece, Benoni spěchá za Šalomounem a oznamuje mu, že mezi zaměstnanci jsou tři zrádci, kteří sabotují projekt. Šalomoun prohlašuje, že na přijetí opatření je již pozdě. Amrou, Phanor a Méthousaël jásají, když vidí, že se roztavená hmota z vysoké pece nekontrolovaně rozlévá a ničí formu. Všichni spěchají se ukrýt. Před očima Adonirama vysoká pec exploduje.

### 3. dějství
Mýtina v palmovém a cedrovém háji
Královniny služky a sluhové krále zpívají a tančí. Královna Balkis zpívá o svých pocitech po setkání s Adoniramem (árie: Plus grand dans son obscurité). Vtom přichází Adoniram zdrcený neúspěchem svého záměru s odlitkem a vrací královně její náhrdelník se slovy, že není hoden její přízně (duet:  Qu'importe ma gloire effacée). Královna to odmítá a svěřuje se mu, že Šalomouna nemiluje, pouze jí lichotilo jeho dvoření.
Benoni přichází se zprávou, že forma byla zázračně opravena a plastika je hotová na svém místě. Královna se ptá, jak je to možné a Adoniram se jí svěřuje, že má přízeň Tubal-kaina a že to bude dílo jeho duchů – džinů, kteří mu už několikrát pomohli. Připomíná také královně, že mají společně předky a jejich rod sahá až k bájnému lovci Nimrodovi. Na závěr královna otevřeně vyznává Adoniramovi své city. Amrou, Phanor a Méthousaël je tajně pozorují a domlouvají se, že řeknou Šalomounovi, co viděli a slyšeli (árie: O Tubalkaïn, mon père).

### 4. dějství
Rozlehlá místnost v letním paláci Šalomouna
Slavnostní sbor zpívá Soliman notre roi, ale král je zachmuřen. Balkis se čtyři dny neukázala, aby stvrdila svatební smlouvu a král se obává, že jeho city jsou pro ni bezvýznamné (árie: Sous les pieds d'une femme). Sadoc oznamuje, že Amrou, Phanor a Méthousaël čekají na přijetí. Přicházejí říci Šalomounovi o noční schůzce Adonirama a Balkis a vyzývají ho, aby zasáhl. Král ale odmítá uvěřit třem sabotérům a považuje to za jejich další pokus o pomstu Adoniramovi.
Jeho pochybnosti ale znovu vyvstanou, když ho Adoniram přijde požádat o propuštění z jeho služeb. Král se mu v tom snaží zabránit a nabízí mu rovnocenný podíl na moci. Když to Adoniram odmítne, král ho propustí ze svých služeb a chystá se přijmout královnu. Když zůstanou sami, žádá královna Šalomouna ještě o jeden den odkladu před svatbou a slibuje mu, že s ním zůstane jednu hodinu o samotě (duet: " Elle est en mon pouvoir).
Král připouští, že byl informován o tajné noční schůzce a v opilosti střídá hrozby a vyznání lásky ke královně. Když stupňuje svůj nátlak, Sarahil mu tajně nalije do poháru silné narkotikum. Lektvar účinkuje okamžitě a když král upadne do bezvědomí, stáhne mu Balkis z bezvládné ruky svůj prsten.

### 5. dějství
Opuštěná rokle za bouřlivého počasí
Adoniram čeká s obavami na královnu, aby s ní utekl. Je překvapen příchodem třech zrádců. Amrou, Phanor a Méthousaël vyslovují znovu své požadavky, ale Adoniram je s pohrdáním odmítne (árie: Tes yeux ont su me reconnaître). Oni ho pak probodnou a utečou. Balkis přichází, nalézá smrtelně zraněného Adonirama a myslí si, že ho dal zabít žárlivý král. Po konečném objetí mu navléká na důkaz lásky svůj prsten, který si vzala zpět od Šalomouna. Přicházejí otroci a služebnictvo královny, aby se zúčastnili závěrečného chvalozpěvu Balkis na těle mrtvého Adonirama (árie: Emportons dans la nuit).

## Další uvedení
- 1880 – Theatre Royal, Manchester
- 1899 – French Opera House, New Orleans
- 1900 – Opéra–Populaire, Paříž
- 1969 – Théâtre du Capitole de Toulouse, Toulouse
- 2001 – Festival della Valle d'Itria, Martina Franca[3]
- 2003 – Esplanade-Grand Théâtre, Saint-Étienne[4]

## Nahrávky (výběr)
- 2002, Orchestra Internazionale d'Italia, Bratislava Chamber Choir, dirigent: Manlio Benzi,2 CD Dynamic Dynamic[5]
- 2003, Orchestre et Choeur du Capitole de Toulouse, dirigent: Michel Plasson, 2 CD Gala Records #734 (spolu s nahrávkami z opery Don Carlos Giuseppe Verdiho)[6]